# Альменно-Сан-Бартоломео
Альменно-Сан-Бартоломео (італ. Almenno San Bartolomeo, п'єм. Almenno San Bartolomeo) — муніципалітет в Італії, у регіоні Ломбардія, провінція Бергамо.
Альменно-Сан-Бартоломео розташоване на відстані близько 490 км на північний захід від Рима, 45 км на північний схід від Мілана, 10 км на північний захід від Бергамо.
Населення — 6186 осіб (2014).
Щорічний фестиваль відбувається 24 серпня та 26 січня. Покровитель — святий Варфоломій.

## Демографія
Населення за роками:

Станом на 1 січня 2023 року в муніципалітеті офіційно проживали 274 іноземці з 45 країн, серед них 68 громадян країн Євросоюзу та 19 громадян України.

## Сусідні муніципалітети
- Альме
- Альменно-Сан-Сальваторе
- Барцана
- Брембате-ді-Сопра
- Паладіна
- Палаццаго
- Ронкола
- Строцца
- Вальбрембо